# Prima Ligă Macedoneană 2010-2011
Sezonul 2010-2011 constă într-o singură divizie cu 12 echipe. La sfârșitul sezonului, prima echipă devine campioană, în timp ce ultimele 3 sunt retrogradate în Liga secundă. Campioana sezonului anterior este FK Renova.

## Cluburile sezonului 2010–11
| Club            | Poziția din sezonul 2009-10 | Primul sezon în Prima Ligă |
| --------------- | --------------------------- | -------------------------- |
| Bregalnica Štip | 4th in Vtora Liga           | 1992-93                    |
| Metalurg        | 3th                         | 1992-93                    |
| Napredok        | 3rd in Vtora Liga           | 1999-00                    |
| Pelister        | 4th                         | 1992-93                    |
| Rabotnički      | 2nd                         | 1998-99                    |
| Renova          | 1st                         | 2005-06                    |
| Sileks          | 5th                         | 1992-93                    |
| Skopje          | 2nd in Vtora Liga           | 1997-98                    |
| Škendija 79     | 1st in Vtora Liga           | 1996-97                    |
| Teteks          | 7th                         | 1992-93                    |
| Turnovo         | 8th                         | 2008-09                    |
| Vardar          | 6th                         | 1992-93                    |

## Detalii cluburi
| Club                | City      | Stadium             |
| ------------------- | --------- | ------------------- |
| FK Bregalnica       | Štip      | City Stadium Štip   |
| FK Metalurg         | Skopje    | Železarnica Stadium |
| FK Napredok         | Kičevo    | City Stadium Kičevo |
| FK Pelister         | Bitola    | Tumbe Kafe Stadium  |
| FK Rabotnički       | Skopje    | Philip II Arena     |
| FK Renova           | Džepčište | City Stadium Tetovo |
| FK Sileks           | Kratovo   | Sileks Stadium      |
| FK Skopje           | Skopje    | Avtokomanda Stadium |
| FK Škendija 79      | Tetovo    | City Stadium Tetovo |
| FK Teteks           | Tetovo    | City Stadium Tetovo |
| FK Horizont Turnovo | Turnovo   | Kukuš Stadium       |
| FK Vardar           | Skopje    | Philip II Arena     |

## Clasament
| Poz | Echipa          | MJ | V | E | Î | GM | GP | G  | Pct | Promovare sau retrogradare                    | Rezultat direct |
| --- | --------------- | -- | - | - | - | -- | -- | -- | --- | --------------------------------------------- | --------------- |
| 1   | Metalurg        | 2  | 2 | 0 | 0 | 5  | 1  | +4 | 6   | LC 2011-2012 Turul 2 preliminar               |                 |
| 2   | Turnovo         | 2  | 1 | 1 | 0 | 4  | 0  | +4 | 4   | UEL 2011-2012 Primul tur preliminar           |                 |
| 3   | Renova          | 2  | 1 | 1 | 0 | 2  | 0  | +2 | 4   | UEL 2011-2012 Primul tur preliminar           |                 |
| 4   | Napredok        | 2  | 1 | 1 | 0 | 1  | 0  | +1 | 4   |                                               |                 |
| 5   | Rabotnički      | 2  | 1 | 1 | 0 | 1  | 0  | +1 | 4   |                                               |                 |
| 6   | Bregalnica Štip | 2  | 1 | 0 | 1 | 2  | 2  | 0  | 3   |                                               |                 |
| 7   | Sileks          | 2  | 1 | 0 | 1 | 1  | 4  | −3 | 3   |                                               |                 |
| 8   | Teteks          | 2  | 0 | 2 | 0 | 1  | 1  | 0  | 2   |                                               |                 |
| 9   | Shkëndija       | 2  | 0 | 1 | 1 | 1  | 2  | −1 | 1   | Relegation playoff                            |                 |
| 10  | Pelister        | 2  | 0 | 1 | 1 | 1  | 3  | −2 | 1   | Relegation playoff                            |                 |
| 11  | Vardar          | 2  | 0 | 0 | 2 | 1  | 3  | −2 | 0   | Retrogradare în 2011–12 Macedonian Vtora Liga |                 |
| 12  | Skopje          | 2  | 0 | 0 | 2 | 0  | 4  | −4 | 0   | Retrogradare în 2011–12 Macedonian Vtora Liga |                 |

Ultima actualizare: 9 august 2010
Sursa: FFM mk en
Reguli de clasare: 
1st points; 2nd goal difference; 3rd goals scored; 4th head-to-head points; 5th head-to-head goal difference; 6th head-to-head goals scored; 7th draw.

For deciding champions, qualification to UEFA Cup, relegation play-offs and relegation: 1st points; 2nd head-to-head points; 3rd head-to-head goal difference; 4th head-to-head goals scored; 5th play-off.
Winners of Macedonian Cup 2010–11 qualify for the 2nd qualifying round of the UEFA Europa League.
POZ = Poziția în clasament; (C) = Campioană; (R) = Retrogradată; (P) = Promovată; (E) = Eliminată; (O) = Câștigătoare de play-off; (A) = Avansează în runda următoare. 
Aplicabil doar când sezonul nu este terminat: 
(Q) = Calificare în faza competiției indicată; (TQ) = Calificare în competiție, dar încă nu în faza indicată; (RQ) = Calificată în competiția de retrogradare indicată; (DQ) = Descalificată din competiție.

Head-to-Head: rezultatele în meciurile directe sunt folosite pentru a departaja echipele.